# Мата-Уту
Мата-Уту (фр. Mata-Utu, волл. Matāʻutu) — адміністративний центр (столиця) островів Волліс і Футуна. Місто розташовано на острові Увеа (Волліс) у групі островів Волліс. Згідно з переписом від 2008 року у місті проживало 1124 особи. У Мата-Уту розташований морський порт, аеропорт, католицький собор, декілька ресторанів, готелів, поштове відділення, поліцейський відділок.

## Історія
У середньовіччі загарбники Туї Тонга вели війну проти острів'ян і взяли їх під свій контроль. Вони поставили свого першого вождя і назвали його Увеас, який став правлячою династією двох островів; вони базуються в Мата-Уту навіть сьогодні. Під час недавніх археологічних розкопок у сусідніх районах Таліеруму та Малама Тагата були знайдені укріплення, побудовані тонганцями в той час.
Католицькі місіонери, які прибули на острів у 1837 році, забезпечили, щоб усе населення островів було християнізовано за короткий період у 5 років. Протягом цього періоду місіонери не тільки захищали остров'ян від зухвалості європейців , але й забезпечували будівництво низки церков не тільки на островах Мата-Уту, але й на островах Муа та Вайтупу.

## Клімат
За класифікацією Кеппена у Мата-Уту – екваторіальний клімат (індекс Af ).
| Показник                | Січ. | Лют. | Бер. | Квіт. | Трав. | Черв. | Лип. | Серп. | Вер. | Жовт. | Лист. | Груд. | Рік  |
| ----------------------- | ---- | ---- | ---- | ----- | ----- | ----- | ---- | ----- | ---- | ----- | ----- | ----- | ---- |
| Середній максимум, °C   | 30,6 | 30,8 | 30,6 | 30,5  | 29,9  | 29,4  | 28,9 | 28,8  | 29,5 | 30,0  | 30,3  | 30,5  | 29,8 |
| Середня температура, °C | 27,4 | 27,6 | 27,5 | 27,4  | 27,2  | 27,0  | 26,5 | 26,3  | 26,7 | 27,0  | 27,2  | 27,3  | 27,1 |
| Середній мінімум, °C    | 24,3 | 24,4 | 24,4 | 24,4  | 24,5  | 24,6  | 24,2 | 23,9  | 23,9 | 24,0  | 24,1  | 24,2  | 24,3 |
| Норма опадів, мм        | 326  | 315  | 318  | 286   | 258   | 170   | 192  | 147   | 185  | 317   | 301   | 342   | 3157 |